# Есасі (Соя)

44°56′20″ пн. ш. 142°34′53″ сх. д. / 44.93889° пн. ш. 142.58139° сх. д.
Еса́сі (яп. 枝幸町, えさしちょう, МФА: [esaɕi̥ t͡ɕoː]) — містечко в Японії, в повіті Есасі округу Соя префектури Хоккайдо. Станом на 1 жовтня 2008 року площа містечка становила 1115,68 км². Станом на 31 березня 2017 населення містечка становило 8386 осіб.